# Titus Tobler
Titus Tobler (Titus Töbler), né le 25 juillet 1806 et décédé le 21 janvier 1877, était un orientaliste suisse.
Il fait ses études à Zurich et à Vienne, et reçoit un diplôme de docteur en médecine à Wurtzbourg. Après quelque temps à Paris, il revient dans son pays natal en 1827.
Il entreprend un voyage en Palestine de 1835 à 1836, pour la médecine, mais s’intéresse à l'exploration de la Terre Sainte et y fait un second voyage en 1845 et entreprend la topographie complète de la région.
Il y fait un troisième voyage en 1855 puis un autre en 1865, interrompu par le choléra.

## Ouvrages
- Bibliographia Geographica Palaestinae